# Anipocregyes multifasciculatus
Anipocregyes multifasciculatus là một loài bọ cánh cứng trong họ Cerambycidae.